# Гохборн
Гохборн (нім. Hochborn) — громада в Німеччині, розташована в землі Рейнланд-Пфальц. Входить до складу району Альцай-Вормс. Складова частина об'єднання громад Воннегау.
Площа — 3,56 км2. Населення становить 432 ос. (станом на 31 грудня 2020).